# SeaWiFS

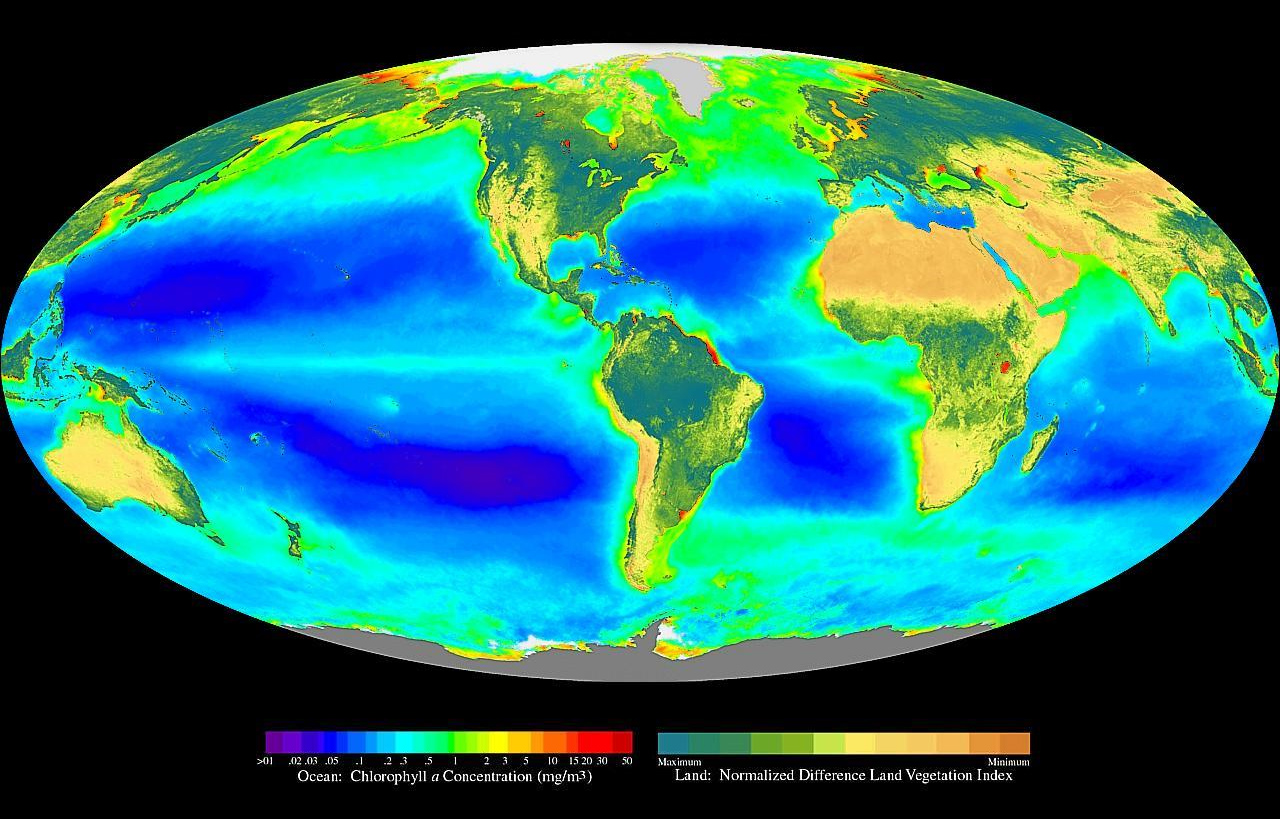
Дані вимірювань SeaWiFS: вдаваними кольорами для океанів вказана концентрація хлорофілу, для суші — рослинності. (ілюстрація SeaWiFS / NASA.gov / Gene Feldman)

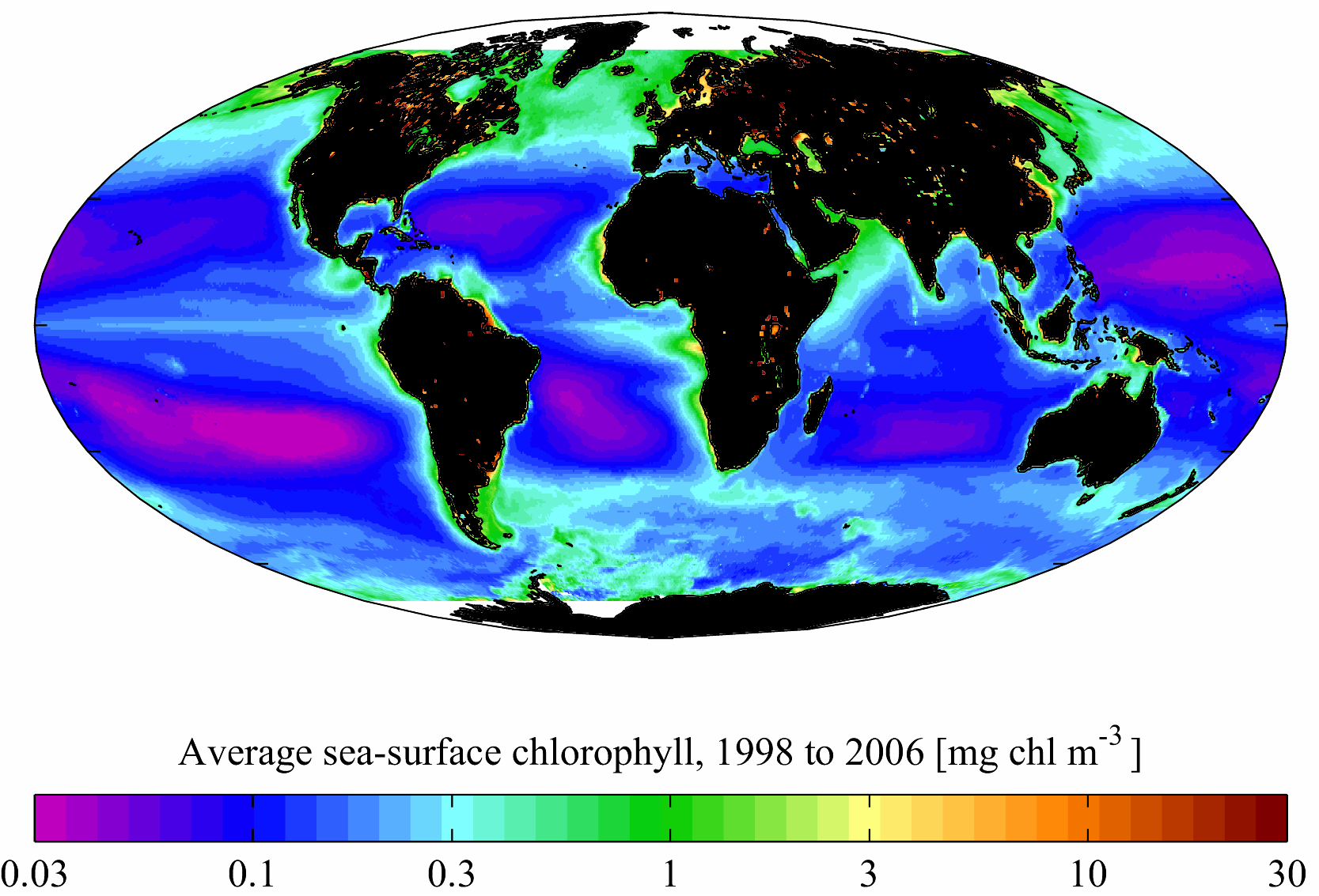
На основі даних SeaWiFS показана кількість хлорофілу за період 1998-2006

SeaWiFS (англ. Sea-viewing Wide Field-of-view Sensor — «Датчик з широким сектором огляду для спостереження за морем») — унікальний науковий супутник, розроблений НАСА і корпорацією Orbital Sciences для спостереження за біосферою Землі. Був запущений 1 серпня 1997 року НАСА, працював на орбіті до кінця 2010 року.
SeaWiFS займався спостереженням за зеленим кольором Землі, кольором фітопланктону, котрий перебуває в основі харчової піраміди
Супутник став результатом унікального в своєму роді партнерства між НАСА і корпорацією Orbital Sciences: агентство здійснювало лише консультування, а за кінцевий продукт відповідала фірма. У підсумку вартість місії, розрахованої на п'ять років, оцінювалася в $42 млн — на порядок менше в порівнянні з аналогічними проектами, якими НАСА займалося самостійно. Може бути, саме участь приватного бізнесу в якійсь мірі сприяло тому, що SeaWiFS став справжнім піонером космічних досліджень. Вже через п'ять хвилин після включення його обладнання перші дані були отримані, оброблені і викладені в Мережу. «Нічого подібного в історії наук про Землю ще не було», - згадує Джин Фельдман з Центру космічних польотів імені Годдарда. Ця система збору та поширення даних виявилася настільки ефективною, що використовувалася принаймні у восьми наступних місіях. 
На відміну від інших зондів, SeaWiFS для простоти управління і довговічності мав тільки один інструмент. Його світлочутливі датчики, засновані на білінійному коефіцієнті підсилення (bilinear gain), могли бачити світло, відбите від темної води, з тим же успіхом, що і світло, відбите яскравою поверхнею. Щомісячна калібрування за світлом Місяця дозволяло тримати їх у відмінній формі протягом місії. 
Першим великим завданням супутника стало спостереження за Ель-Ніньйо взимку 1997-1998 років. Зміна температури Тихого океану перетворила морські ліси в пустелі, але вже через пару тижнів екваторіальна зона знову кишіла життям. Вперше вчені могли стати безпосередніми свідками цього процесу. 
Надалі SeaWiFS показав зокрема, що

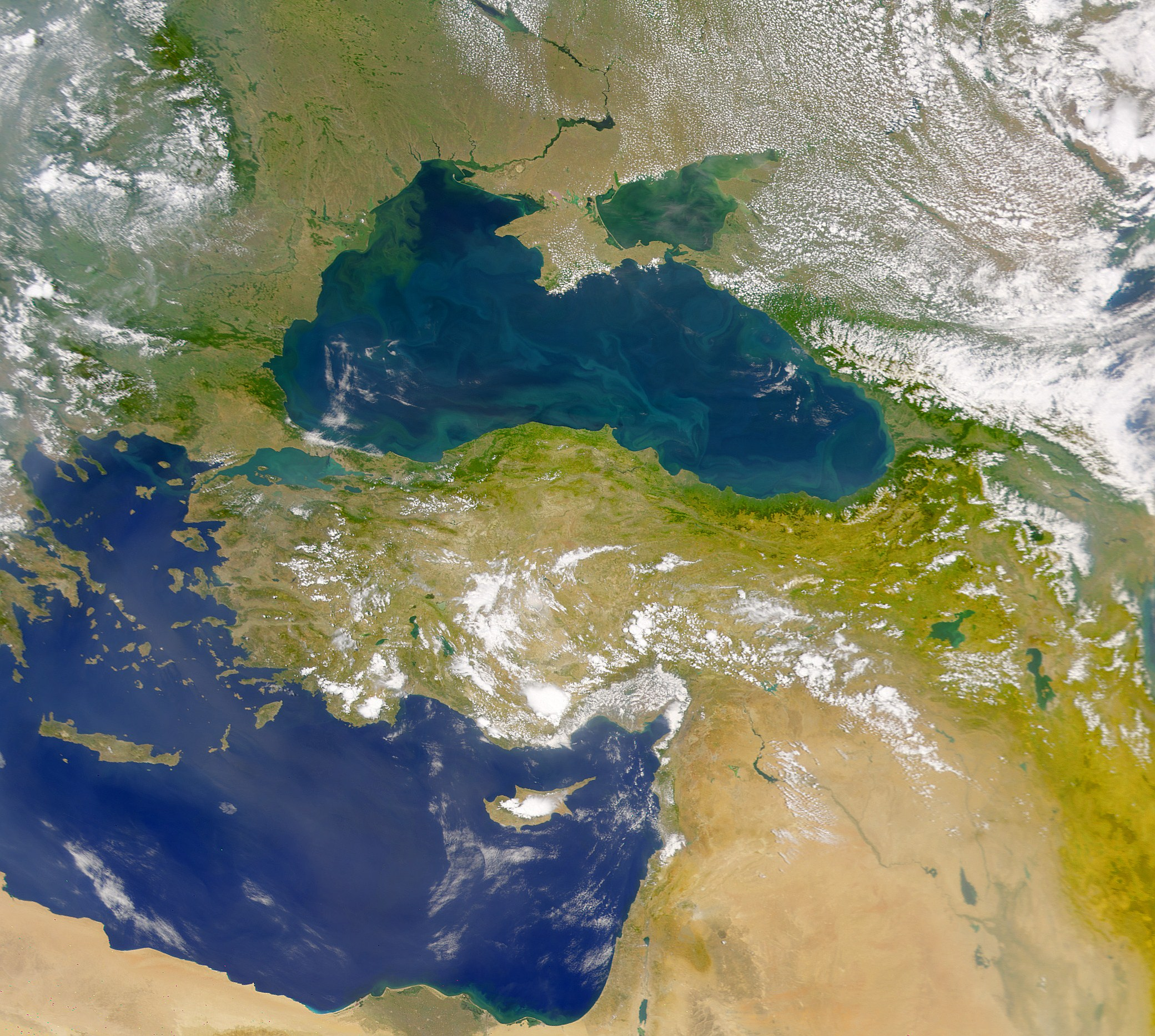
Вилив Дунаю в Чорне море, фото SeaWiFS

- за продуктивністю фотосинтезу морська рослинність не поступається сухопутній,
- в околицях Антарктиди куди більше фітопланктону, ніж вважалося,
- у водах південної частини Атлантичного океану більше розчиненого матеріалу, ніж на півночі.

За 13 років спостережень з'ясувалося, що зростання фітопланктону в системах течій океанів сповільнилося, а ближче до узбережжя — посилився. У Беринговому морі супутник виявив кохколітофори; перед тим цей вид фітопланктону не спостерігався в арктичних водах. Відкриття дозволило пояснити скорочення популяції лосося. Зареєстрував апарат і розростання мертвих зон в гирлах великих річок, таких як Міссісіпі і Янцзи, тобто ділянок з украй низькою концентрацією кисню, через що там не могло існувати життя. Супутник простежив навіть за тим, як китайські пилові бурі перетинають Тихий океан, а північноафриканські — Атлантику. 
Дані зонда були використані майже в п'яти тисячах наукових публікацій. 11 грудня 2010-го зв'язок з апаратом припинилася, і незабаром фахівцям залишилося лише визнати, що місія зонда підійшла до кінця.